# Emilio Gómez (tennisser)
Emilio Gómez Estrada (Guayaquil, 28 november 1991) is een Ecuadoraans tennisser.

## Carrière
Gómez maakte zijn profdebuut in 2013 maar won zijn eerste challenger al in 2009, in 2013 won hij zijn tweede in het dubbelspel. In het enkelspel moest hij wachten tot in 2019 voor zijn eerste overwinning. In 2020 speelde hij voor het eerst op een Grand Slam maar verloor in de eerste ronde op Roland Garros. In 2021 won hij zijn tweede challenger in het enkelspel. In 2022 won hij zijn derde en vierde challenger en speelde de eerste ronde op de Australian Open maar verloor van Marin Čilić.

## Privéleven
Hij is de zoon van Andrés Gómez, een voormalig nummer 1 in het dubbelspel. Zijn neven Nicolás Lapentti, Giovanni Lapentti en Roberto Quiroz waren ook proftennissers.

## Palmares
| Legenda                       | Legenda               |
| ----------------------------- | --------------------- |
| Grand Slam                    |                       |
| Olympische Spelen             |                       |
| tot 2009                      | vanaf 2009            |
| Tennis Masters Cup            | ATP Finals            |
| ATP Masters Series            | ATP Tour Masters 1000 |
| ATP International Series Gold | ATP Tour 500          |
| ATP International Series      | ATP Tour 250          |

### Enkelspel
| Nr.                  | Datum         | Toernooi    | Ondergrond | Tegenstander in finale    | Score         | Details |
| -------------------- | ------------- | ----------- | ---------- | ------------------------- | ------------- | ------- |
| gewonnen challengers |               |             |            |                           |               |         |
| 1.                   | 28 april 2019 | Tallahassee | Gravel     | Tommy Paul                | 6-2, 6-2      |         |
| 2.                   | 2 mei 2021    | Salinas     | Hardcourt  | Nicolás Jarry             | 4-6, 7-6, 6-4 |         |
| 3.                   | 10 april 2022 | Salinas     | Hardcourt  | Nicolas Moreno de Alboran | 6-7, 7-6, 7-5 |         |
| 4.                   | 31 juli 2022  | Winnipeg    | Hardcourt  | Alexis Galarneau          | 6-3, 7-6      |         |

### Dubbelspel
| Nr.                  | Datum            | Toernooi  | Ondergrond | Partner               | Tegenstander in finale              | Score            | Details |
| -------------------- | ---------------- | --------- | ---------- | --------------------- | ----------------------------------- | ---------------- | ------- |
| gewonnen challengers |                  |           |            |                       |                                     |                  |         |
| 1.                   | 15 november 2009 | Guayaquil | Gravel     | Júlio César Campozano | Andreas Haider-Maurer Lars Pörschke | 6-7, 6-3, [10-8] |         |
| 2.                   | 28 juli 2013     | Medellín  | Gravel     | Roman Borvanov        | Nicolás Barrientos Eduardo Struvay  | 6-3, 7-6         |         |

## Resultaten grote toernooien
| Legenda | Legenda                          |
| ------- | -------------------------------- |
| g.t.    | geen toernooi gehouden           |
| l.c.    | lagere categorie                 |
| –       | niet deelgenomen                 |
| G       | uitgeschakeld in de groepsfase   |
| 1R      | uitgeschakeld in de eerste ronde |
| 2R      | uitgeschakeld in de tweede ronde |
| 3R      | uitgeschakeld in de derde ronde  |
| 4R      | uitgeschakeld in de vierde ronde |
| KF      | uitgeschakeld in de kwartfinale  |
| HF      | uitgeschakeld in de halve finale |
| F       | de finale verloren               |
| W       | het toernooi gewonnen            |
| w-v     | winst/verlies-balans             |

### Enkelspel
| Grandslamtoernooien |     |     |     |   |
| Australian Open     | –   | –   | 1R  | – |
| Roland Garros       | 1R  | –   | –   | – |
| Wimbledon           | –   | –   | –   | – |
| US Open             | –   | –   | –   |   |
| Statistieken        |     |     |     |   |
| titels per jaar     | 0   | 0   | 0   |   |
| eindejaarsranking   | 160 | 148 | 107 |   |